# Saint-Gingolph, Haute-Savoie
Saint-Gingolph (franskt uttal: [sɛ̃ ʒɛ̃ɡɔlf]) är en kommun i departementet Haute-Savoie i regionen Auvergne-Rhône-Alpes i sydöstra Frankrike. Kommunen ligger i kantonen Évian-les-Bains som tillhör arrondissementet Thonon-les-Bains. År 2022 hade Saint-Gingolph 907 invånare.
Mellan 1974 och 1983 hörde kommunen Novel till Saint-Gingolph.

## Befolkningsutveckling
| Befolkningsutvecklingen i Saint-Gingolph 1968–2021 | Befolkningsutvecklingen i Saint-Gingolph 1968–2021 | Befolkningsutvecklingen i Saint-Gingolph 1968–2021 | Befolkningsutvecklingen i Saint-Gingolph 1968–2021 | Befolkningsutvecklingen i Saint-Gingolph 1968–2021 |
| -------------------------------------------------- | -------------------------------------------------- | -------------------------------------------------- | -------------------------------------------------- | -------------------------------------------------- |
|                                                    |                                                    |                                                    |                                                    |                                                    |
| År                                                 |                                                    |                                                    | Folkmängd                                          |                                                    |
| 1968                                               | 1968                                               |                                                    | 627                                                |                                                    |
| 1975                                               | 1975                                               |                                                    | 725                                                |                                                    |
| 1982                                               | 1982                                               |                                                    | 713                                                |                                                    |
| 1990                                               | 1990                                               |                                                    | 677                                                |                                                    |
| 1999                                               | 1999                                               |                                                    | 565                                                |                                                    |
| 2007                                               | 2007                                               |                                                    | 687                                                |                                                    |
| 2015                                               | 2015                                               |                                                    | 818                                                |                                                    |
| 2021                                               | 2021                                               |                                                    | 895                                                |                                                    |